# Elisabet Abeyà
Elisabet Abeyà Lafontana (Barcelona, 20 de mayo de 1951) es una maestra, psicóloga y novelista española.
Ha traducido del inglés al catalán tres obras del orientalista Joan Mascaró Fornés Igual que Joan Mascaró, es simpatizante de la lengua auxiliar internacional esperanto. Sus obras han sido traducidas al asturleonés, bretó, castellano, èuscar, francés, gallego, neerlandés y sueco.

## Obra

### Literatura infantil
- Ansa per ansa: material de lectura i escriptura (1979)
- La bruixa que va perdre la granera (1985)
- ¿Qué seré cuando sea mayor?, La Galera 1989 (Què seré quan sigui gran? 1987)
- El nanet coloraina i més sorpreses (1987)
- Querido abuelo, La Galera, 1990 (Estimat avi,1990)
- La bruja que iba en bicicleta, La Galera 1991 (La bruixa que anava amb bicicleta, 1991)
- Siete hermanos músicos, La Galera 2002 (Set germans músics, 1991)
- Regal d'aniversari (1992)
- M'agrada jugar (1993)
- María, la quejica, La Galera 1997 (Rondina que rondinaràs, 1997)
- I un punt més: contes per tornas a contar, Moll, 2004
- El tren que anava a la mar (2005)

### Psicología infantil
- Emociones, Rosa Sensat, 2005 (Emocions, 2002)
- M'expliques un conte? (2010, Rosa Sensat)

### Traducciones al catalán
- La no-violència en la pau i en la guerra de M. K. Gandhi (Ahimsa, 1983)
- L'accident (Collision course) de Nigel Hinton (La Galera, 1987)
- Mister Majeika de Humphrey Carpenter (Pirene, 1987)
- Bhagavad Gita (Moll 1988)
- Carles, Emma i Alberic de Margaret Greaves (La Galera, 1988)
- Les fantàstiques proeses del doctor Boox (The fantastic feats of Doctor Boox) de Andrew Davies (La Galera, 1989)